# Национальная художественная галерея (Афины)
Национальная художественная галерея, или Национальная Пинакотека (греч. Εθνική Πινακοθήκη) — художественный музей в Афинах, основанный в 1900 году и посвящённый греческому и европейскому искусству от XIV века до современности. Также известен как Музей Александроса Суцоса (греч. Μουσείο Αλεξάνδρου Σούτζου), Национальная галерея Греции. Скульптурная коллекция в послевоенное время выделилась в отдельный музей-спутник — Национальную глиптотеку.

## История
Идея основания музея возникла в 1878 году, тогда музею передал часть своего собрания Афинский университет. В 1896 юрист по специальности и поклонник искусств Александрос Суцос передал свою частную коллекцию в собственность Греческого государства. На момент своего открытия в 1900 году коллекция музея насчитывала всего 258 работ из собрания Афинского университета, Афинского политехнического университета и Александроса Суцоса. Первым куратором музея стал греческий художник Георгиос Иаковидис. В последующие годы коллекция галереи пополнялась благодаря другим дарам, коллекциям, завещанным греческими художниками и обычными горожанами. Одним из наиболее значительных стал подарок Эврипидиса Кутлидиса, позволивший музею полностью представить греческую живопись XIX-XX веков.
В 1964 году началось строительство нового здания для музея по проспекту Короля Константина под руководством группы архитекторов: Фатуриса, Милонаса и Муцопулоса. Это невысокое здание, которое имеет два крыла. Музей переехал в него в 1976 году, на тот момент его коллекция насчитывала уже свыше 9,5 тысяч экспонатов.

## Экспозиция

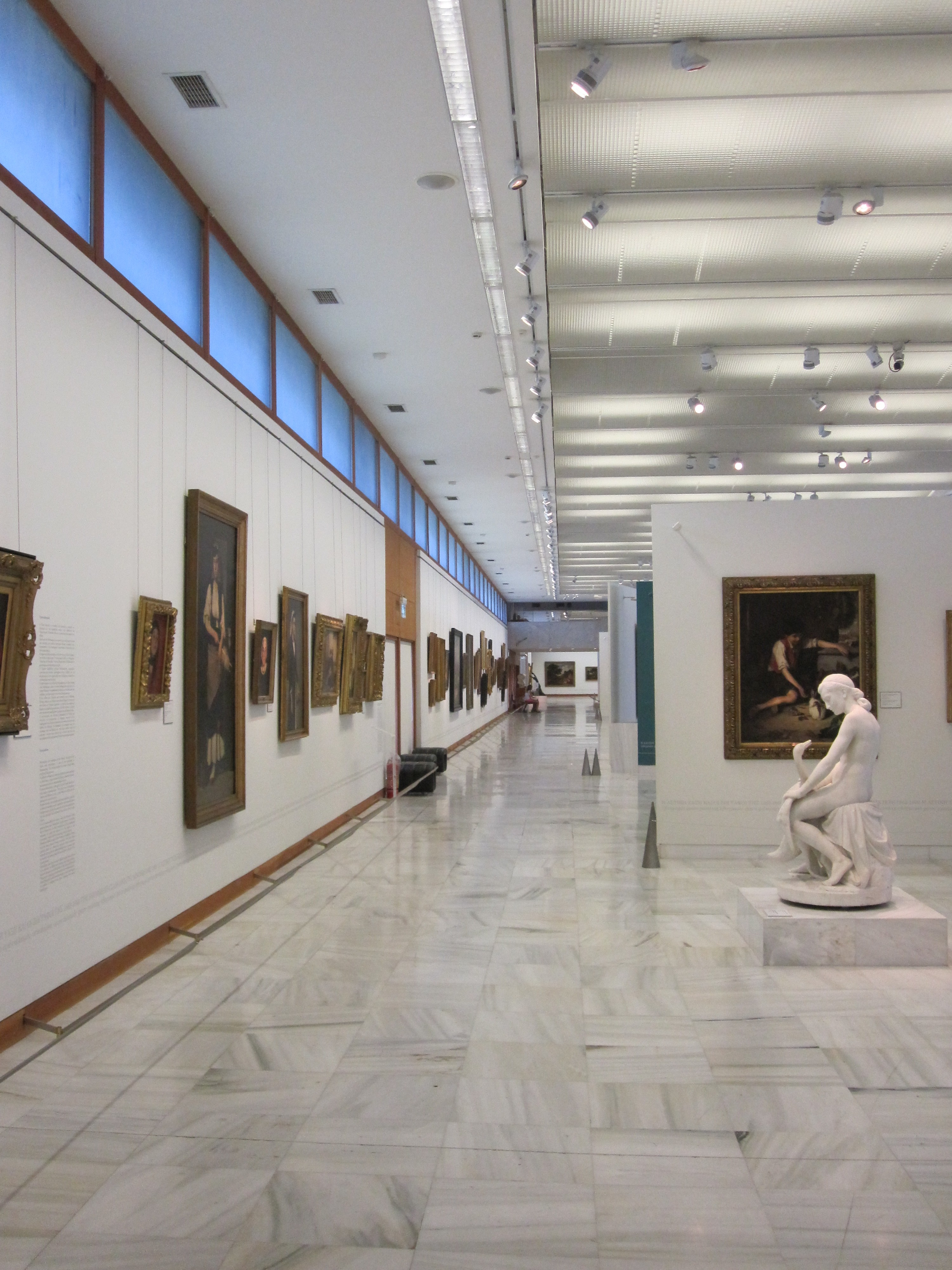
Экспозиционные залы

Постоянная экспозиция музея занимает первый и второй этаж и представлена художественными работами XIX-XX веков. Все картины представлены в хронологическом порядке и сгруппированы тематически. Однако главный зал посвящён пост-византийской живописи представителей так называемой критской школы. В частности, здесь выставлены работы Доменикос Теотокопулоса, более известного под принятым испанским именем — Эль Греко. Среди других ренессансных художников Якоб Йорданс, Лука Джордано, Джованни Баттиста Тьеполо, Ян Брейгель Младший, Ян Брейгель Старший, Лоренцо Венециано, Якопо дель Селлайо и Альбрехт Дюрер.
Знакомство с новогреческой живописью начинается с работ художников Ионических островов. Выполненные из фотографической точностью, картины рассказывают о первых годах истории независимой Греции. Наиболее значительные художники этого периода: Теодорос Вризакис и Николаос Кунелакис. Отдельная тематическая группа посвящена новогреческим живописцам, которые получили академическое художественное образование в Мюнхене; они формируют так называемую Мюнхенскую школу греческой живописи. Среди них Яковидис, Георгиос, Никифорос Литрас, Константинос Воланакис и Николаос Гизис. Особенно выделяются «Детский концерт» (греч. Παιδική Συναυλία) Георгиоса Яковидиса и «Обручение» (греч. Τα αρραβωνιάσματα) Николаоса Гизиса с характерной точностью, завершенностью сюжета.
Творчество межвоенного периода представлено работами художников так называемого поколения 30-х (см. Режим 4 августа). Его наиболее яркие представители — Папалукас, Спирос, Царухис, Яннис, Диамантис Диамантопулос, Моралис, Яннис и Никос Хатзикириякос-Гикас. Второй этаж посвящён творчеству исключительно современных греческих художников. Его отличает экспериментальность, инновационность техники и оригинальность сюжета, среди которых одновременно не теряются греческие национальные черты. Особый интерес вызывают работы Константиноса Партениса и Константиноса Малеаса, которых считают основателями греческого модерна.

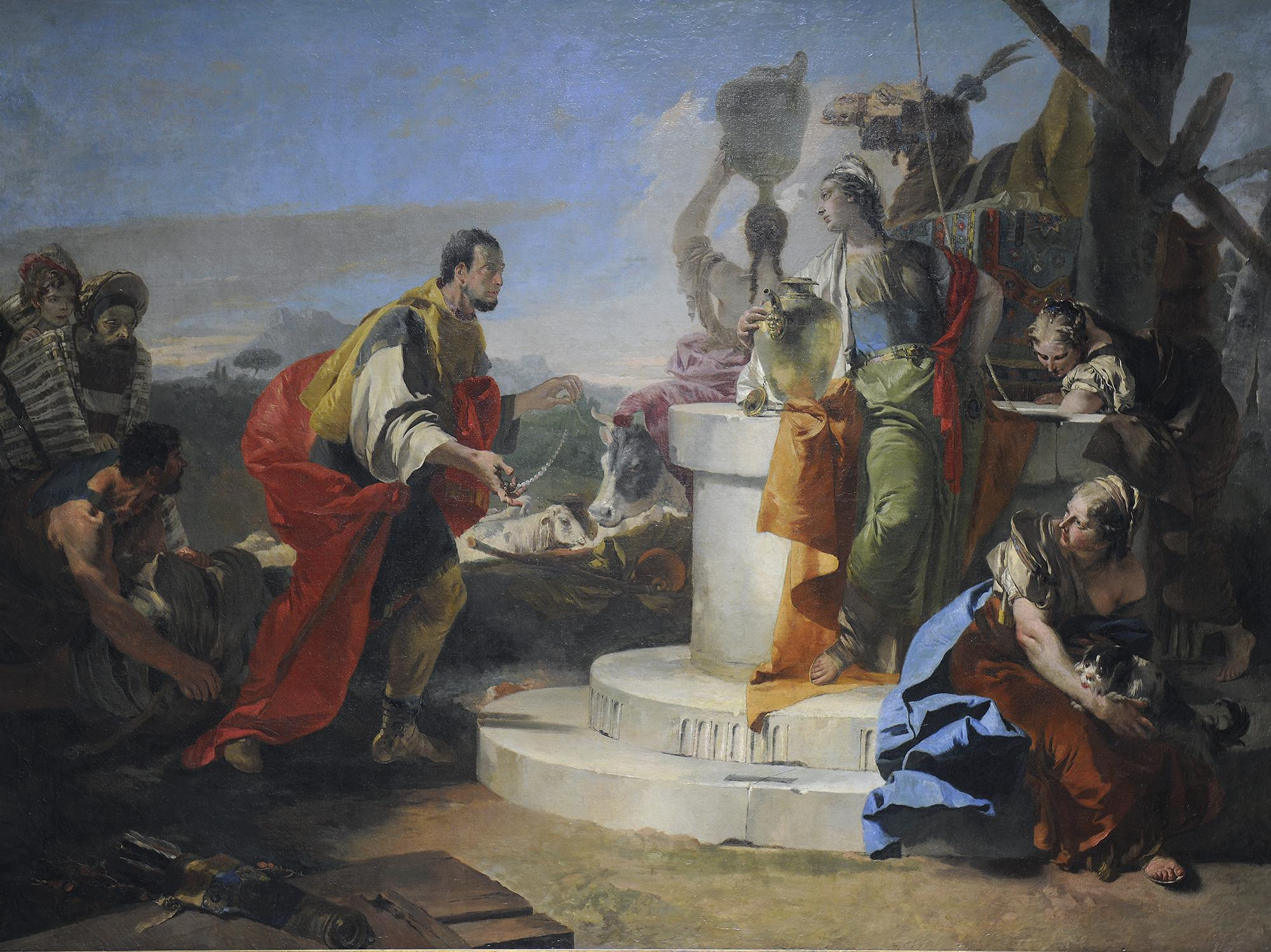
«Элизар и Ребекка», Джованни Баттиста Тьеполо
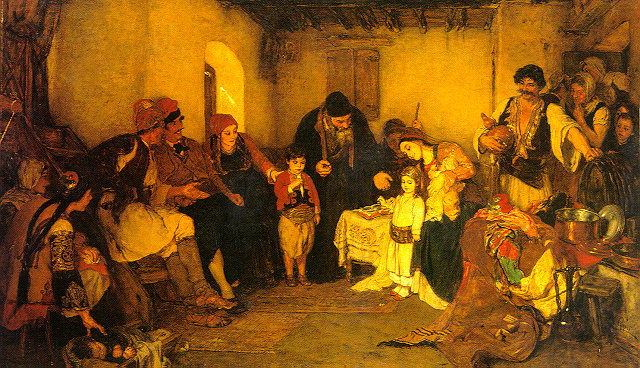
«Обручение», Николаос Гизис
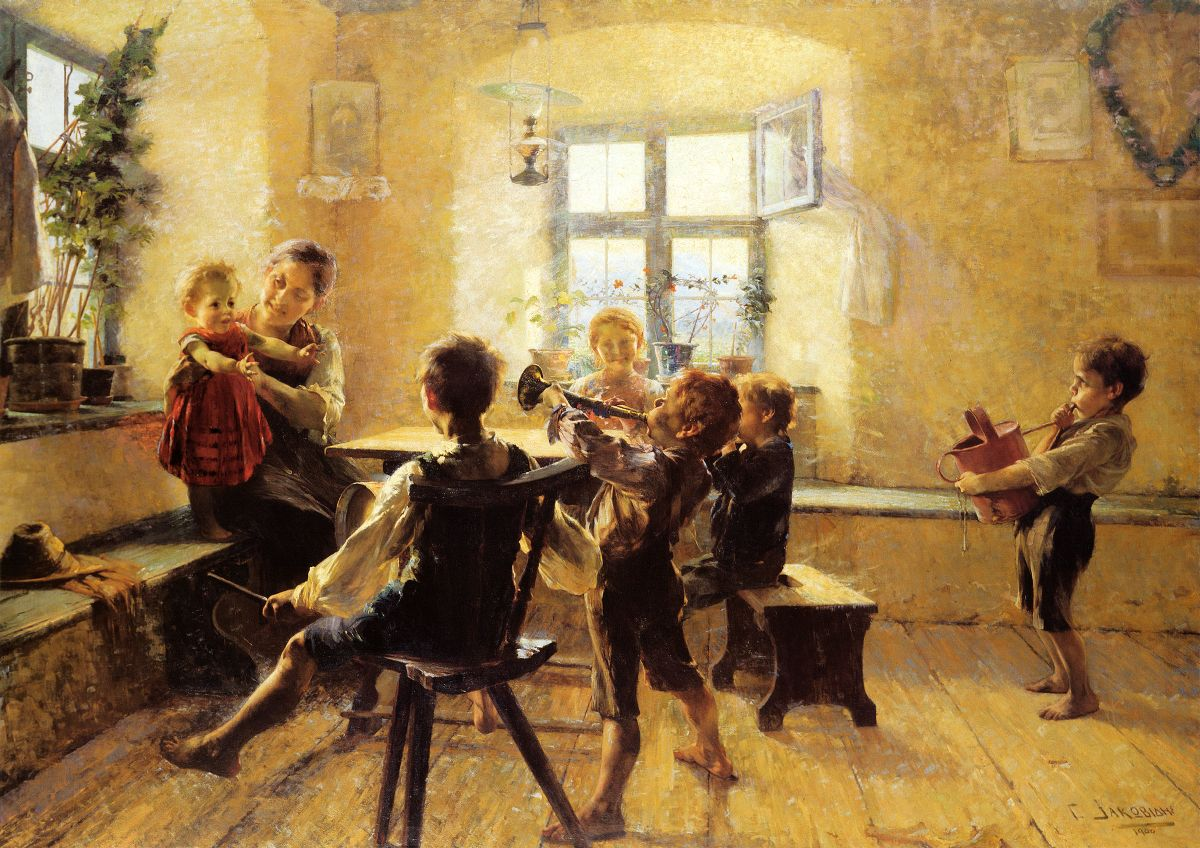
«Детский концерт», Яковидис, Георгиос